# Media vuelta

Diagrama que muestra la trayectoria de un conductor que realiza un giro en U en una carretera normal de doble sentido.

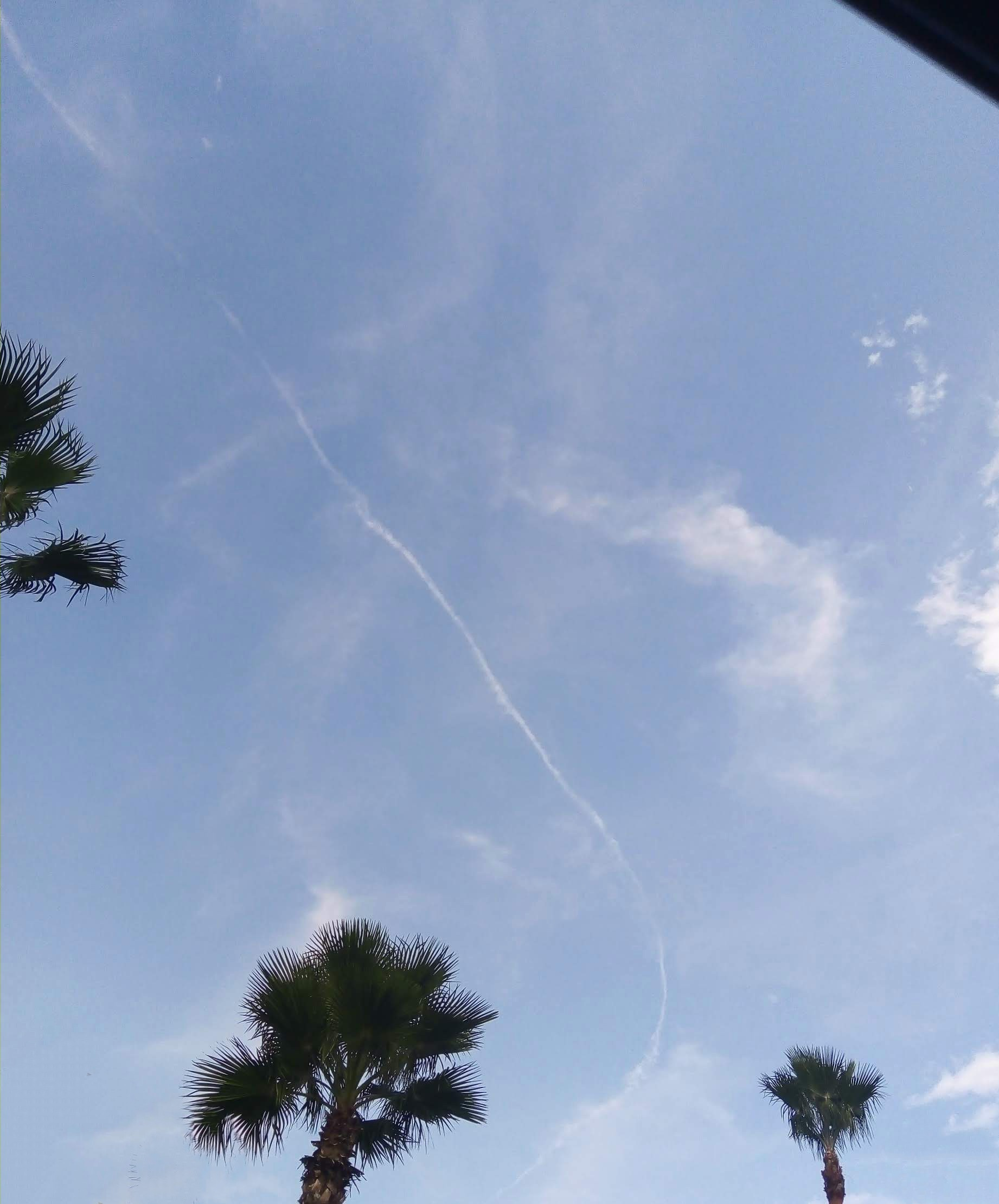
Estela de un avión que hizo un giro en U.

La media vuelta (también llamada giro en U) en la conducción se refiere a realizar una rotación de 180° para invertir el sentido de la marcha. Se llama 'giro en U' porque la maniobra se parece a la letra U. En algunos territorios la maniobra es ilegal, mientras que en otros se trata como un giro más ordinario, simplemente ampliado. En otras zonas, los carriles están ocasionalmente señalizados con "giro en U permitido" o incluso "sólo giro en U".
Ocasionalmente, en una autopista dividida, existen rampas especiales de giro en U para permitir que el tráfico lo realice, aunque a menudo su uso está restringido únicamente a vehículos de emergencia y de la policía.
En Estados Unidos, la normativa sobre giros en U varía de un estado a otro: en Indiana, los giros en U están permitidos siempre que el conductor siga todas las precauciones normalmente atribuidas a la realización de un giro a la izquierda (ceder el paso, etc.). En muchos lugares, como Texas y Georgia, existen carriles especialmente diseñados para girar en U (denominados 'carriles Texas para girar en U'). En Michigan, los giros en U son necesarios para muchos giros a la izquierda hacia y desde autopistas divididas, como parte de la 'maniobra a la izquierda de Michigan'.
En algunas situaciones especiales, los giros en U pueden regularse mediante el uso de un semáforo, donde es la única opción direccional y los conductores en el carril especificado no pueden continuar hacia adelante (carriles "sólo para giros en U").

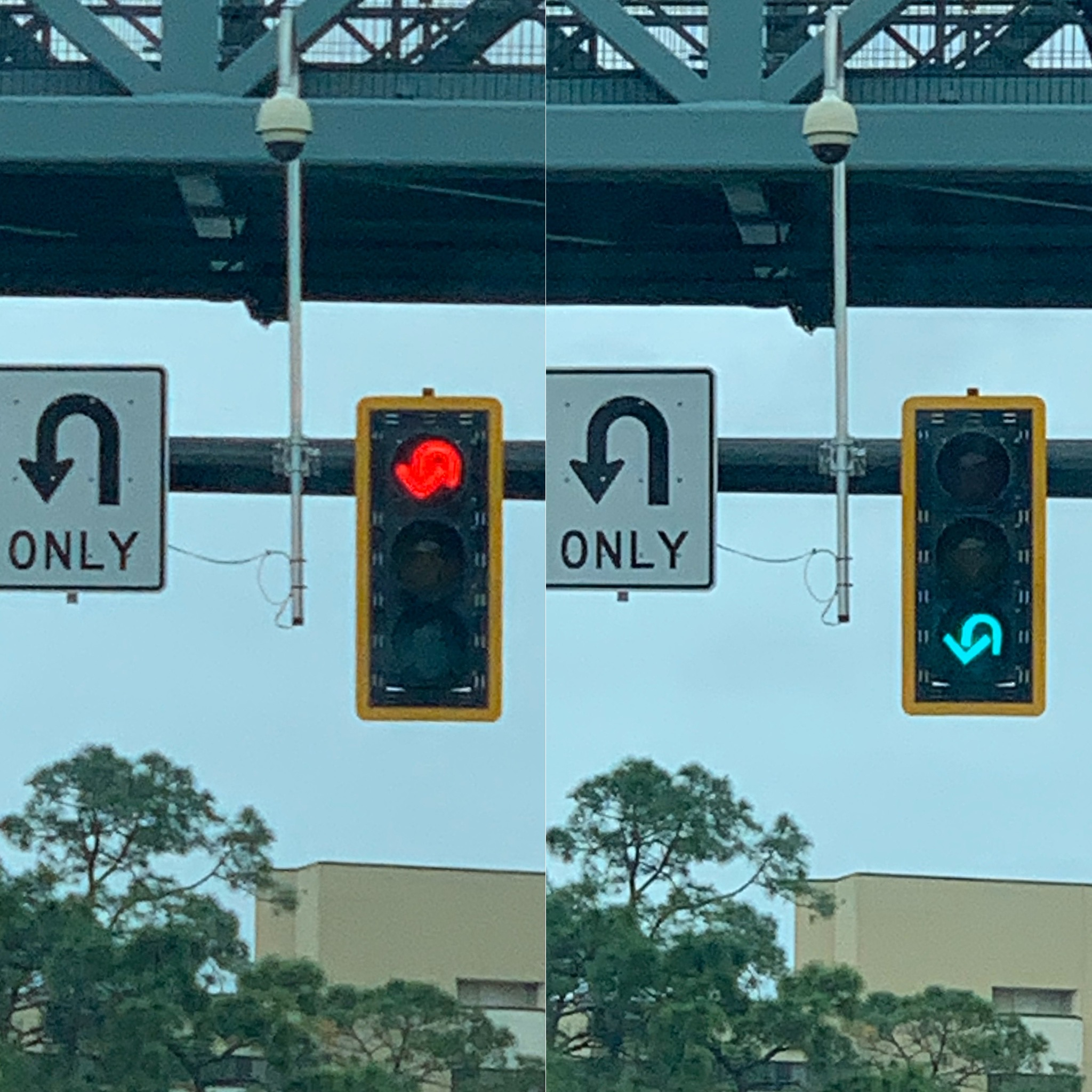
Un semáforo de giro en U en Lake Buena Vista, Florida, Estados Unidos.

## Giros en U prohibidos
Los giros en U suelen estar prohibidos por diversas razones. A veces una señal indica la legalidad de los giros en U. Sin embargo, las normas de tráfico de muchas jurisdicciones prohíben específicamente ciertos tipos de giros en U. Las leyes varían según la jurisdicción en cuanto a cuándo un giro en U puede ser legal o no. Ejemplos de jurisdicciones con prohibiciones codificadas de giros en U son las provincias canadienses de Alberta y Columbia Británica y los estados estadounidenses de Colorado y Oregón. En Alberta, los giros en U están prohibidos en determinadas circunstancias, por ejemplo (ref. Reglamento 304/2002 de Alberta, División 7):
- En la cresta de una colina o en una curva, a menos que el conductor pueda ver al menos 150 m por delante.
- En cualquier lugar donde una señal prohíba girar en U.
- En zonas urbanas entre intersecciones.
- En callejones y entradas de vehículos.
- En una intersección controlada por un semáforo (a menos que la señalización permita específicamente esta maniobra).
- Por un autobús escolar en una carretera no dividida o en una carretera dividida donde la longitud del autobús es mayor que la anchura de la mediana entre las dos calzadas.

### Taiwán
En Taiwán, el artículo 49 de la Ley de Sanciones por Infracción de las Normas de Circulación (en chino: 道路交通管理處罰條例) impone multas administrativas de 600 a 1.800 nuevos dólares taiwaneses por cualquiera de los siguientes giros en U ilegales:
- Hacer un giro en U en una curva, una pendiente, una carretera estrecha, un puente estrecho o un túnel.
- Girar en U en un segmento de carretera señalizado como prohibido girar en U o pintado con dobles líneas continuas amarillas o blancas o líneas de prohibido adelantar.
- Hacer un giro en U en un segmento de carretera que prohíbe girar a la izquierda.
- No rodear una rotonda para efectuar un giro en U en una intersección de este tipo.
- Antes de efectuar un giro en U, no detenerse o no señalizar el giro a la izquierda como es preceptivo, o efectuar un giro en U sin prestar atención a los vehículos o peatones que pasan.

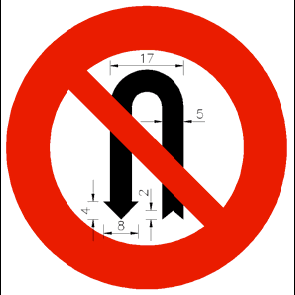
Señal taiwanesa de prohibido girar en U.

Además, el permiso de conducir taiwanés se demerita un punto por un giro en U ilegal, según el artículo 63 de la misma ley, a menos que el permiso haya sido suspendido o revocado. Además, la misma ley tipifica como infracción para los conductores de vehículos motorizados y no motorizados el giro en U en un paso a nivel ferroviario:
- Artículo 54: El conductor de un vehículo de motor será sancionado administrativamente con una multa de 6.000 a 12.000 nuevos dólares de Taiwán por girar en U en un paso a nivel ferroviario. En caso de accidente, también se revocará la licencia de conducir, que será vitalicia de conformidad con el artículo 67. Esta revocación de por vida solía ser absoluta, pero la enmienda de la ley proclamada el 28 de diciembre de 2005 y efectiva el 1 de julio de 2006 ha permitido una posible renuncia tras cumplir al menos seis años de la revocación.
- Artículo 75: El conductor de un vehículo no motorizado (por ejemplo, una bicicleta) será sancionado administrativamente con una multa de 1.200 a 2.400 dólares de Nueva Taiwán por girar en U en un paso a nivel ferroviario.